# 布ナプキン

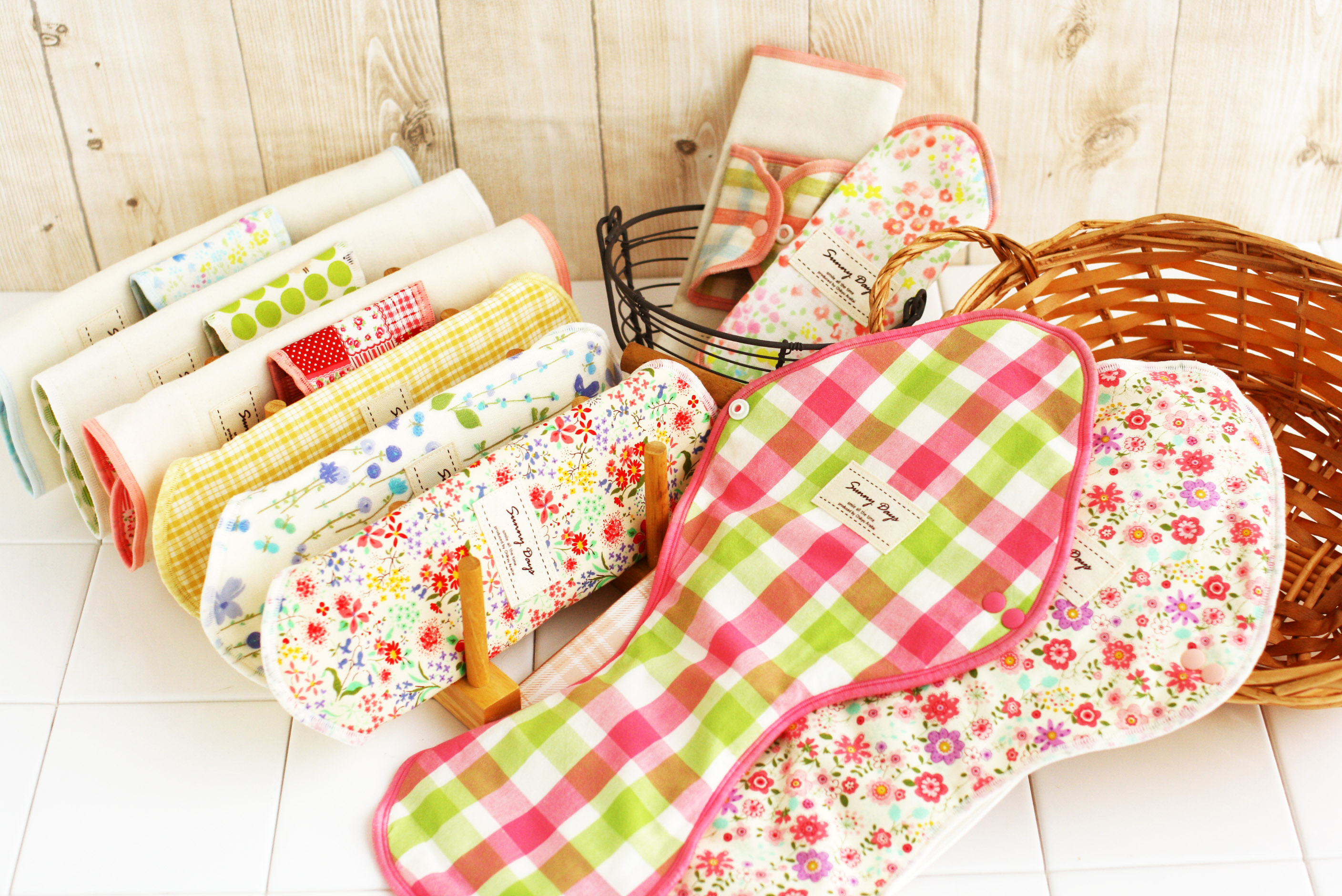
日本製布ナプキン（サニーデイズブランド）

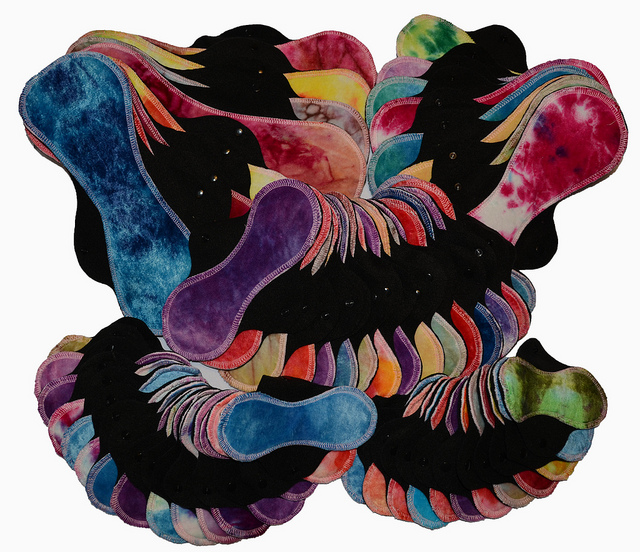

布ナプキン（ぬのなぷきん、Cloth menstrual pad）とは、綿などの布から作られる生理用品（ナプキン）である。月経布ともいう。

## 機能
市販の使い捨てナプキンと違い、洗って繰り返し使用することができる。ただし取り換える時間は2時間が目安で、これは紙ナプキンと変わらない。またなるべく早く洗うことが推奨されている。通気性が優れていることや肌へのストレスが少ないことがメリットとして挙げられている。
緊急時にはタオルハンカチとティッシュを組み合わせて自作することができる。また紙ナプキンが購入できない国の人々に対して洗う時間を短縮した商品なども開発されている。

## 利点

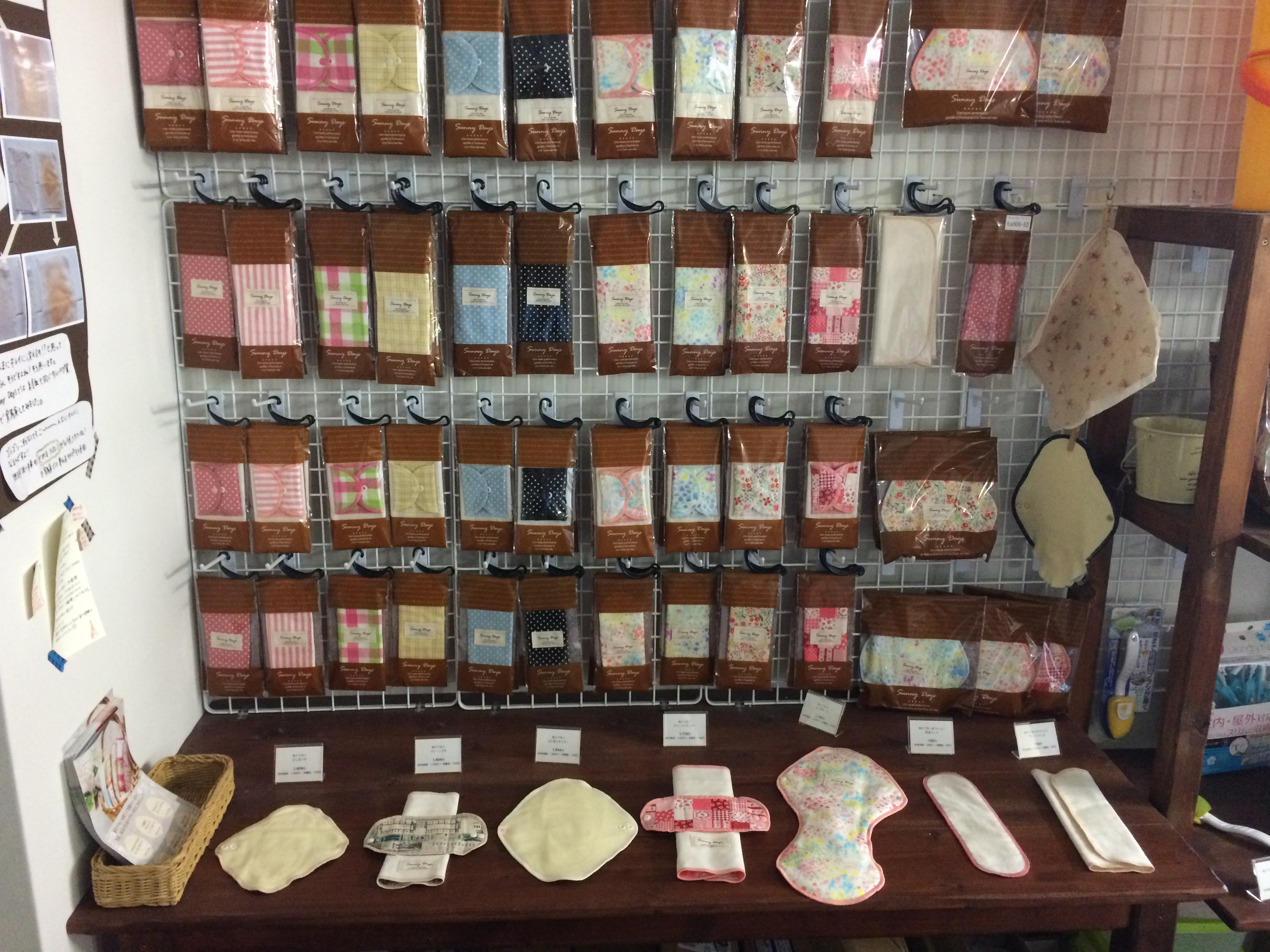
店頭に並ぶ国産のアップサイド社製布ナプキン

- ゴミの削減[4]
- 通気性[1]

## 欠点
- 外出などの際に使用済みのナプキンを持ち帰らなければならない。
- 洗濯の際に、通常の衣類用洗剤では経血を落としきれない場合があるため、専用の洗剤を用いてつけおき洗いをしなければならないなどの手間がかかる[5]。
- カンジダの繁殖源となる可能性がある。
- C型肝炎の媒介源となる可能性がある[6]。
- 紙ナプキンは医薬品医療機器法上の「医薬部外品」と定義され[7]、構造や品質などに数多くの規定が設けられているが、布ナプキンは同法上の定義がない「雑貨」で、為政者から品質が全く保証されていない。[要出典]

## 議論
月経の負荷の軽減や体調の改善などが自然派の人々の中でうたわれているが、医師の宋美玄は医学的な根拠がないと指摘している。
また不便さはありながらも、女性の身体やスピリチュアリティの観点からの利点があるとされていることを社会学者の橋迫瑞穂は分析している。

## メーカー

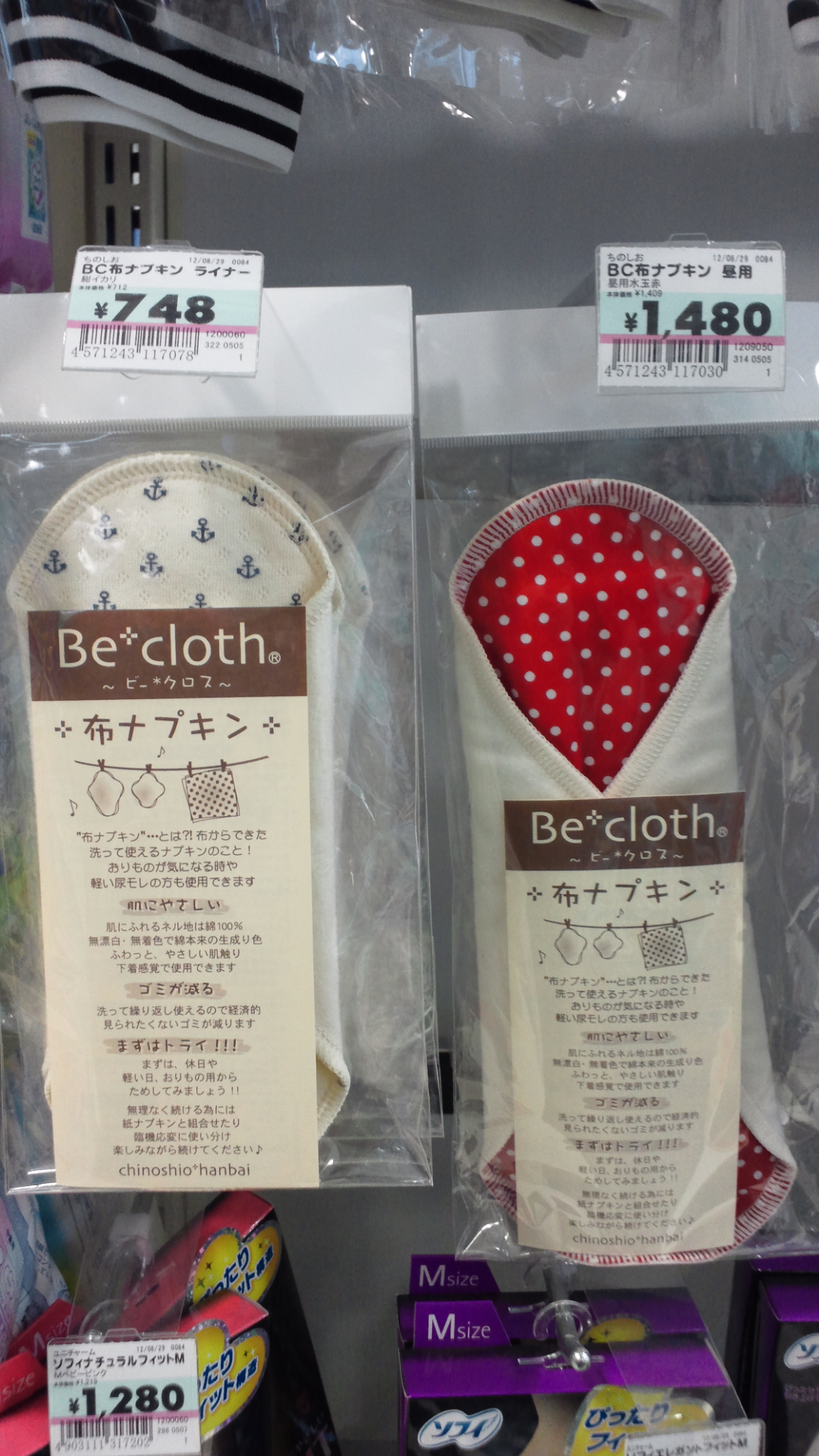
ドラッグストアで販売される布ナプキン（日本）

- フェリシモ
- アップサイド（Sunny Days）
- 無印良品
- 千趣会
- 白うさぎ
- うふふわ。